# 3013 Dobrovoleva
3013 Dobrovoleva је астероид главног астероидног појаса са пречником од приближно 11,02 .
Афел астероида је на удаљености од 2,691 астрономских јединица (АЈ) од Сунца, а перихел на 2,026 АЈ.
Ексцентрицитет орбите износи 0,140, инклинација (нагиб) орбите у односу на раван еклиптике 3,664 степени, а орбитални период износи 1323,131 дана (3,622 године).
Апсолутна магнитуда астероида је 13,30 а геометријски албедо 0,069.
Астероид је откривен 23. септембра 1979. године.